# Захаров Михайло Іванович
Михайло Іванович Захаров (31 грудня 1904, місто Миколаїв Херсонської губернії, тепер Миколаївської області — 12 вересня 1985) — радянський партійний діяч, голова Пензенського облвиконкому. Депутат Верховної Ради СРСР 2-го скликання.

## Біографія
Народився в родині вантажника морського порту Миколаєва. У 1918 році закінчив початкову школу.
1918 року разом із родиною переїхав на батьківщину батька, Івана Захарова, в село Костєвку Орловської губернії, де розпочав трудову діяльність сільським пастухом.
У 1921 році добровольцем йде до Червоної армії, вступає до комсомолу.
Після демобілізації — секретар сільської ради села Костєвки, волосний організатор комсомолу.
У 1925 році закінчив Орловську губернську радпартшколу і був відправления на роботу в Донбасі.
З 1925 року — голова правління клубу шахтарів; завідувач культурно-побутового відділу робітничого кооперативу в Макіївці.
Член ВКП(б) з 1926 року.
Потім — завідувач відділу культури і пропаганди партійного комітету Макіївського металургійного заводу Донецької області.
До 1934 року — на плановій та радянській роботі в одному із районів на західному кордоні Української СРР.
З 1934 року навчався у Всесоюзній плановій академії імені Молотова в Москві.
Після закінчення академії — начальник Курського обласного управління народно-господарського обліку, голова Курської обласної планової комісії, заступник голови виконавчого комітету Курської обласної ради депутатів трудящих.
Під час німецько-радянської війни брав участь в організації партизанського руху на території Курської області.
З серпня 1942 року — відповідальний організатор Управління кадрів ЦК ВКП(б) у Москві.
З 1943 до травня 1945 року — секретар Курського обласного комітету ВКП(б) з кадрів; 2-й секретар Курського обласного комітету ВКП(б).
У травні 1945 — червні 1948 року — голова виконавчого комітету Пензенської обласної ради депутатів трудящих.
У 1950-х роках — заступник, 1-й заступник голови виконавчого комітету Алтайської крайової ради депутатів трудящих.
Помер 12 вересня 1985 року.

## Нагороди
- орден Вітчизняної війни ІІ ст. (1985)
- два ордени Трудового Червоного Прапора (1957,)
- медаль «Партизанові Вітчизняної війни» 1-го ст.
- медалі